# Golfe de Batabanó
Le golfe de Batabanó (espagnol : Golfo de Batabanó), est un grau ou un détroit au Sud-Ouest de Cuba dans la mer des Caraïbes, séparant l'île de Cuba de l'île de la Jeunesse.

## Géographie
Le golfe est bordé au nord, sur une distance de 130 km, par les provinces de Pinar del Río, Artemisa, Mayabeque et Matanzas jusqu'à la péninsule de Zapata. La baie Ensenada de la Broa (en) se trouve dans sa partie nord-est. Le golfe est large de 80 km et ne dépasse pas les 61 m de profondeur. On y trouve environ 350 petites îles de l'archipel des Canarreos.

## Activités
Le Golfe est un point important de pêche à l'éponge et de langoustes blanches.